# Gran Premio motociclistico del Belgio 1953
Il Gran Premio motociclistico del Belgio fu il terzo appuntamento del motomondiale 1953.
Si svolse il 5 luglio 1953 sul Circuito di Spa-Francorchamps alla presenza di oltre 100.000 spettatori. Corsero le classi 350, 500 e sidecar.
Nella gara della 500, funestata dalla morte dell'austriaco Ernie Ring, la vittoria andò alla Gilera di Alfredo Milani.
In 350, secondo "centro" stagionale per la Moto Guzzi, con Fergus Anderson.
I sidecar, alla prima gara stagionale, videro la vittoria di Eric Oliver.

## Classe 500

### Arrivati al traguardo
| Pos. | Pilota             | Moto       | Tempo        | Punti |
| ---- | ------------------ | ---------- | ------------ | ----- |
| 1    | Alfredo Milani     | Gilera     | 1h 11' 47" 8 | 8     |
| 2    | Ray Amm            | Norton     | +24" 2       | 6     |
| 3    | Reg Armstrong      | Gilera     | +25" 2       | 4     |
| 4    | Ken Kavanagh       | Norton     | +1' 26" 2    | 3     |
| 5    | Rod Coleman        | AJS        | +1' 34" 2    | 2     |
| 6    | Dickie Dale        | Gilera     | +1' 34" 2    | 1     |
| 7    | Fergus Anderson    | Moto Guzzi | +2' 05" 2    |       |
| 8    | Jack Brett         | Norton     | +2' 12" 2    |       |
| 9    | Léon Martin        | Gilera     | +2' 54" 2    |       |
| 10   | Auguste Goffin     | Norton     | +3' 14" 2    |       |
| 11   | Bill Doran         | AJS        | +4' 15" 2    |       |
| 12   | Leo-Trevor Simpson | Matchless  | +1 giro      |       |
| 13   | Arthur Wheeler     | Norton     | +1 giro      |       |
| 14   | Ken Mudford        | Norton     | +1 giro      |       |
| 15   | Keith Campbell     | Norton     | +1 giro      |       |
| 16   | Charles Bruguière  | Norton     | +1 giro      |       |
| 17   | Keith Bryen        | Norton     | +1 giro      |       |
| 18   | Andrè Wuyts        | Norton     | +1 giro      |       |

### Ritirati
| Pilota            | Moto       | Motivo ritiro     |
| ----------------- | ---------- | ----------------- |
| Tony McAlpine     | Norton     |                   |
| Harry-A. Pearce   | Matchless  |                   |
| Friedel Schön     | Horex      |                   |
| John Storr        | Norton     |                   |
| Geoff Duke        | Gilera     |                   |
| Gordon Laing      | Norton     |                   |
| Peter Murphy      | Norton     |                   |
| Ernie Ring        | AJS        | incidente mortale |
| Tommy Wood        | Norton     |                   |
| Francis Basso     | Norton     |                   |
| Fritz Kläger      | Horex      |                   |
| Enrico Lorenzetti | Moto Guzzi |                   |
| Humphrey Ranson   | Norton     |                   |
| Lodewijk Simons   | Norton     |                   |
| Jacques Raffeld   | Norton     |                   |
| Robin Sherry      | AJS        |                   |
| Edouard Texidor   | Norton     |                   |
| Giuseppe Colnago  | Gilera     |                   |

## Classe 350

### Arrivati al traguardo
| Pos. | Pilota            | Moto       | Tempo   | Punti |
| ---- | ----------------- | ---------- | ------- | ----- |
| 1    | Fergus Anderson   | Moto Guzzi | 56' 01" | 8     |
| 2    | Enrico Lorenzetti | Moto Guzzi | +1"     | 6     |
| 3    | Ray Amm           | Norton     | +15"    | 4     |
| 4    | Jack Brett        | Norton     | +41"    | 3     |
| 5    | Ken Kavanagh      | Norton     | +43"    | 2     |
| 6    | Rod Coleman       | AJS        | +55"    | 1     |
| 7    | Ken Mudford       | AJS        | +59" 4  |       |

## Classe sidecar

### Arrivati al traguardo
| Pos | Pilota         | Passeggero      | Moto             | Tempo   | Punti |
| --- | -------------- | --------------- | ---------------- | ------- | ----- |
| 1   | Eric Oliver    | Stanley Dibben  | Norton-Watsonian | 46' 29" | 8     |
| 2   | Cyril Smith    | Les Nutt        | Norton           | +1"     | 6     |
| 3   | Wiggerl Kraus  | Bernhard Huser  | BMW              | +1' 16" | 4     |
| 4   | Marcel Masuy   | Edouard Texidor | Norton           | +1' 17" | 3     |
| 5   | Hans Haldemann | Josef Albisser  | Norton           | +1' 20" | 2     |
| 6   | Wilhelm Noll   | Fritz Cron      | BMW              | +3' 03" | 1     |